# 오시가타오 단층대
오시가타오 단층대(일본어: 押ヶ垰断層帯 오지가타오단소타이[*])는 히로시마현 아키오타정(구 도고치정)・하쓰카이치시(구요시와촌)에 있는 단층대이다. 1966년 국가 천연기념물로 지정되었다.